# HiveColab
HiveColab est un pôle d'innovation et un incubateur de startups situé à Kampala, en Ouganda. L'espace est fondé en 2010 , et il est considéré comme l'un des premiers pôles d'innovation importants en Afrique avec l'IHub (en) ,,.

## Histoire
HiveColab est fondée par le technologue africain et PDG d'Appfrica, Jon Gosier (en), d'origine sénégalaise, la femme d'affaires britannique Mariéme Jamme, Daniel Stern, Teddy Ruge et soutenue par la réalisatrice Barbara Birungi. L'espace est financé par Appfrica, IndigoTrust (en)  et l'ONG néerlandaise Hivos (en). HiveColab est l'un des membres fondateurs d'Afrilabs (en), un réseau de pôles d'innovation africains à travers le continent. Barbara Birungi a déclaré qu'elle était passionnée par la façon dont la technologie peut changer l'avenir de l'Afrique, pour les femmes en particulier,.